# Komandos
Komándos (angleško commando, množina commandos) je izraz, ki se v vojaškem izrazoslovju nanaša na vojaško enoto oz. posameznika, ki je izurjen za opravljanje sabotaž ali diverzij na okupiranem ali sovražnikovem ozemlju. V nekaterih primerih je izraz »komandos« povezan z elitnimi specialnimi enotami. 
Izraz izvira iz Afrikanske besede kommando, ki označuje mobilne burske enote, ki so se borile proti Britancem v prvi in drugi burski vojni.